# Rosengård
Rosengård (pronuncia "Rùsengord") è un quartiere di Malmö, città situata nella contea della Scania, regione meridionale della Svezia.

## Storia
Rosengård è stato costruito tra il 1960 e il 1970, all'interno del cosiddetto Miljonprogrammet ("Programma del milione") del governo svedese, che intendeva risolvere il problema della mancanza di abitazioni con un milione di nuove case. Il quartiere è composto da diverse zone, con grandi differenze interne rispetto a disoccupazione e problematiche sociali.

## Demografia
A Rosengård, un'alta percentuale degli abitanti è composta da immigrati e persone di origini straniere. 
Tra gli altri, il calciatore di origini bosniaco-croate Zlatan Ibrahimović è nato e cresciuto a Rosengård.
Gli abitanti sono 21447 (stima del 2006), su un territorio di 331 ettari.
Rosengård ha diversi problemi sociali e, quando viene menzionato in giornali e telegiornali, sono quasi sempre episodi negativi ad attirare l'attenzione dei media. Si riportano atti di vandalismo contro la proprietà pubblica e vi sono molti casi di criminalità giovanile, spesso a causa della situazione di segregazione sofferta dagli abitanti. Nel luglio 2007, un giornale nazionale riportava la presenza di poliziotti che pattugliavano il quartiere per reprimere le sommosse.

## Urbanistica
L'impostazione urbanistica del quartiere ha subito critiche già al momento della sua realizzazione, a causa dell'importante arteria stradale (Amiralsgatan) che la divide in una parte nord ed una parte sud, cosa che molti vedono come un simbolo della segregazione del quartiere.
Rosengård è diviso nelle seguenti 10 zone: Apelgården, Emilstorp, Kryddgården, Herrgården, Persborg, Rosengård centrum, Törnrosen, Västra Kattarp, Örtagården, Östra Kyrkogården.

### Aree di Rosengård
L'ulteriore suddivisione del quartiere:
- Apelgården
- Emilstorp
- Herrgården
- Kryddgården
- Persborg
- Rosengård Centrum
- Törnrosen
- Västra Kattarp
- Örtagården
- Östra kyrkogården

## Società
Oltre alle chiese protestanti, a Rosengård sono presenti una chiesa cattolica (Sankta Maria Kyrkan) ed una moschea.